# Dienstweg (Verkehrsweg)
Als Dienstwege werden Wege bezeichnet, die nur von Bediensteten benutzt werden dürfen, nicht jedoch von der Öffentlichkeit. Dazu gehören beispielsweise Dienstwege innerhalb von Bahnanlagen und Dienstwege von Autobahnmeistereien.
Wer den Dienstweg einer Bahnanlage ohne amtliche Befugnis betritt oder benutzt, handelt ordnungswidrig (§ 64b Abs. 2 Nr. 1 der deutschen Eisenbahn-Bau- und Betriebsordnung).
Rechtlich ist es nicht vorgeschrieben, Dienstwege mit einem bestimmten Verkehrszeichen zu kennzeichnen. Dies erklärt die Vielfalt der verwendeten Schilder.

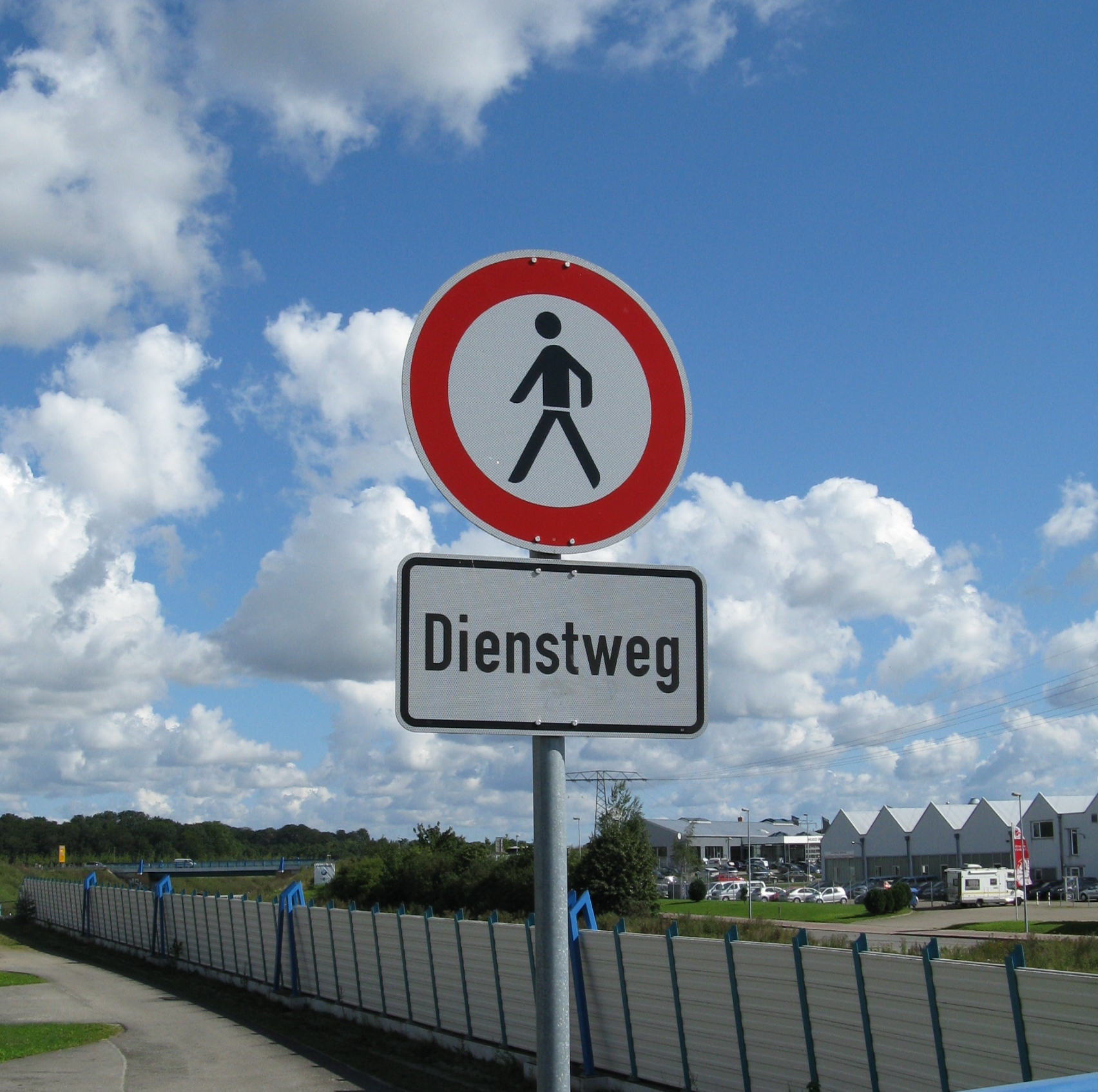
Dienstweg mit Zeichen 259 bei Schwerin
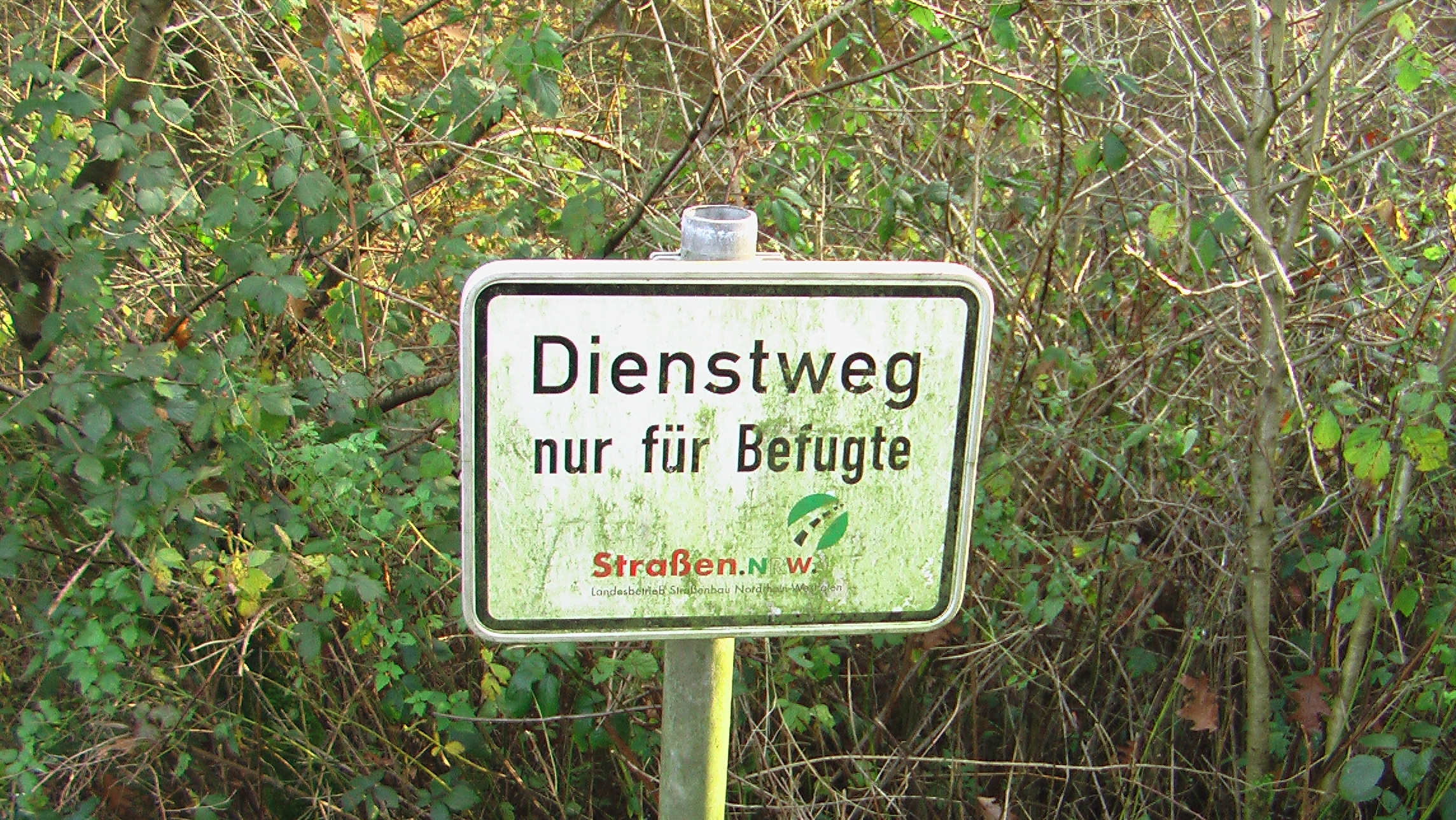
Dienstweg an der deutschen Autobahn A 3
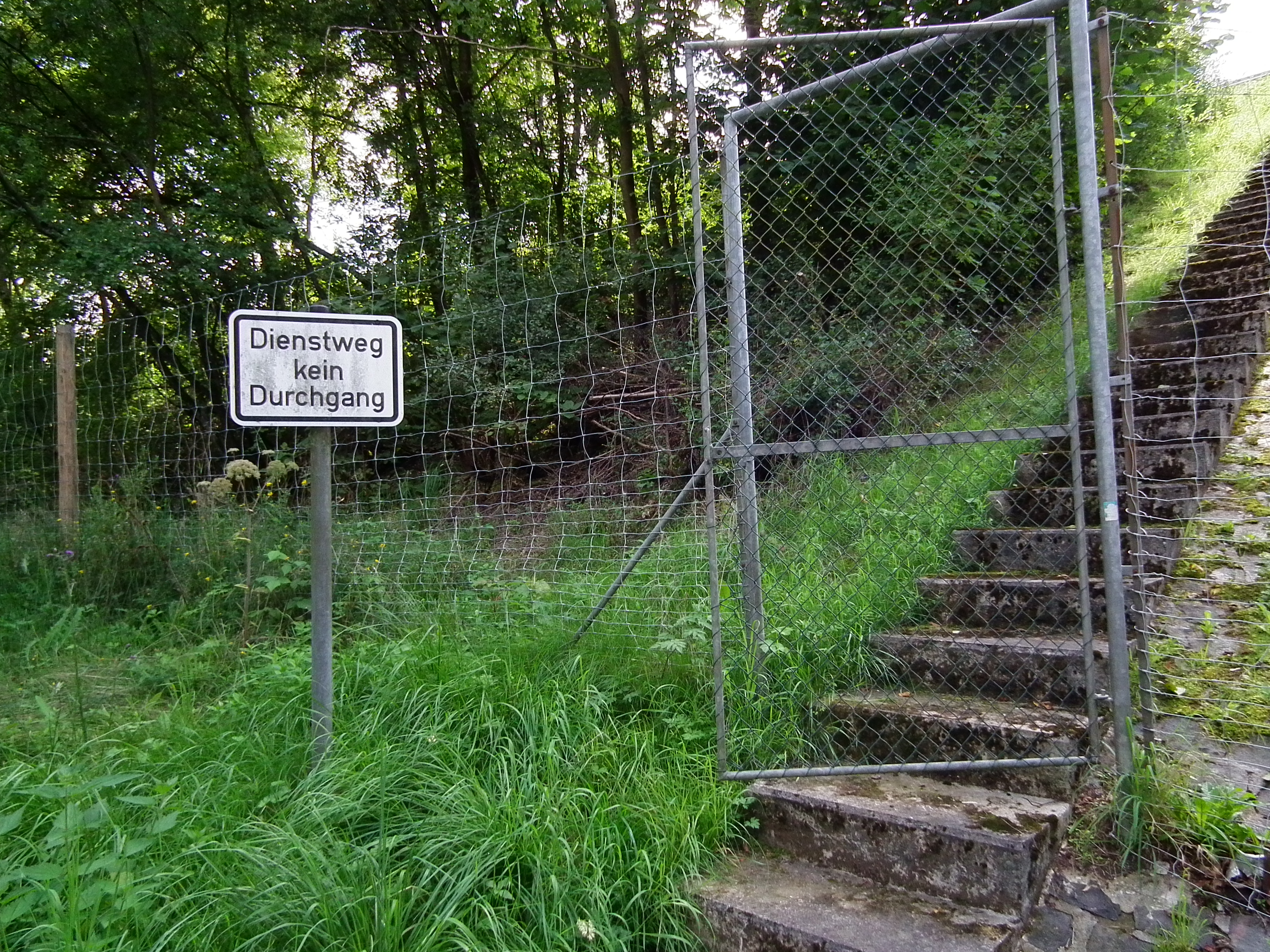
Dienstweg an der Autobahn A 61
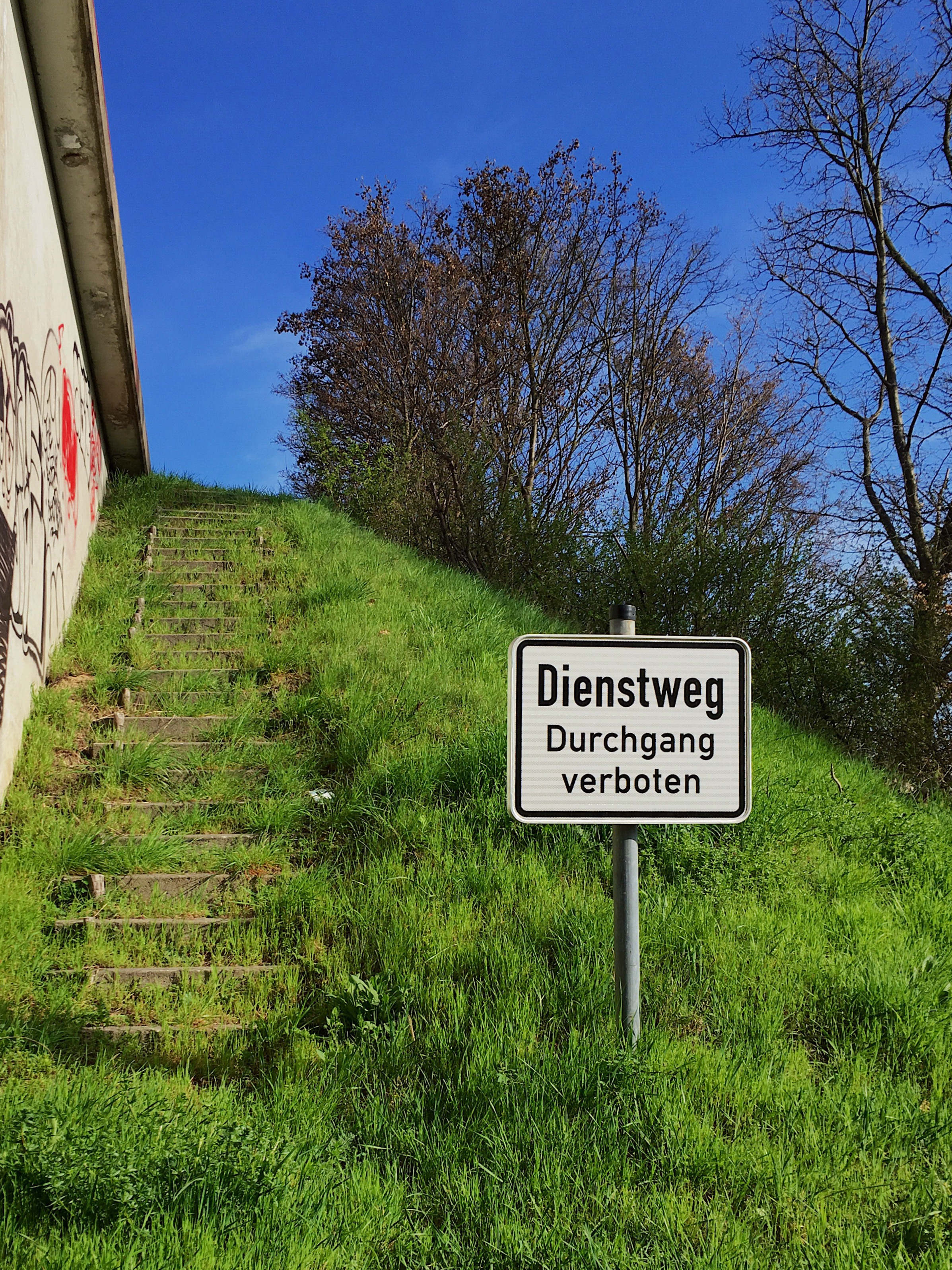
Dienstweg zur Autobahn A 60 bei Mainz
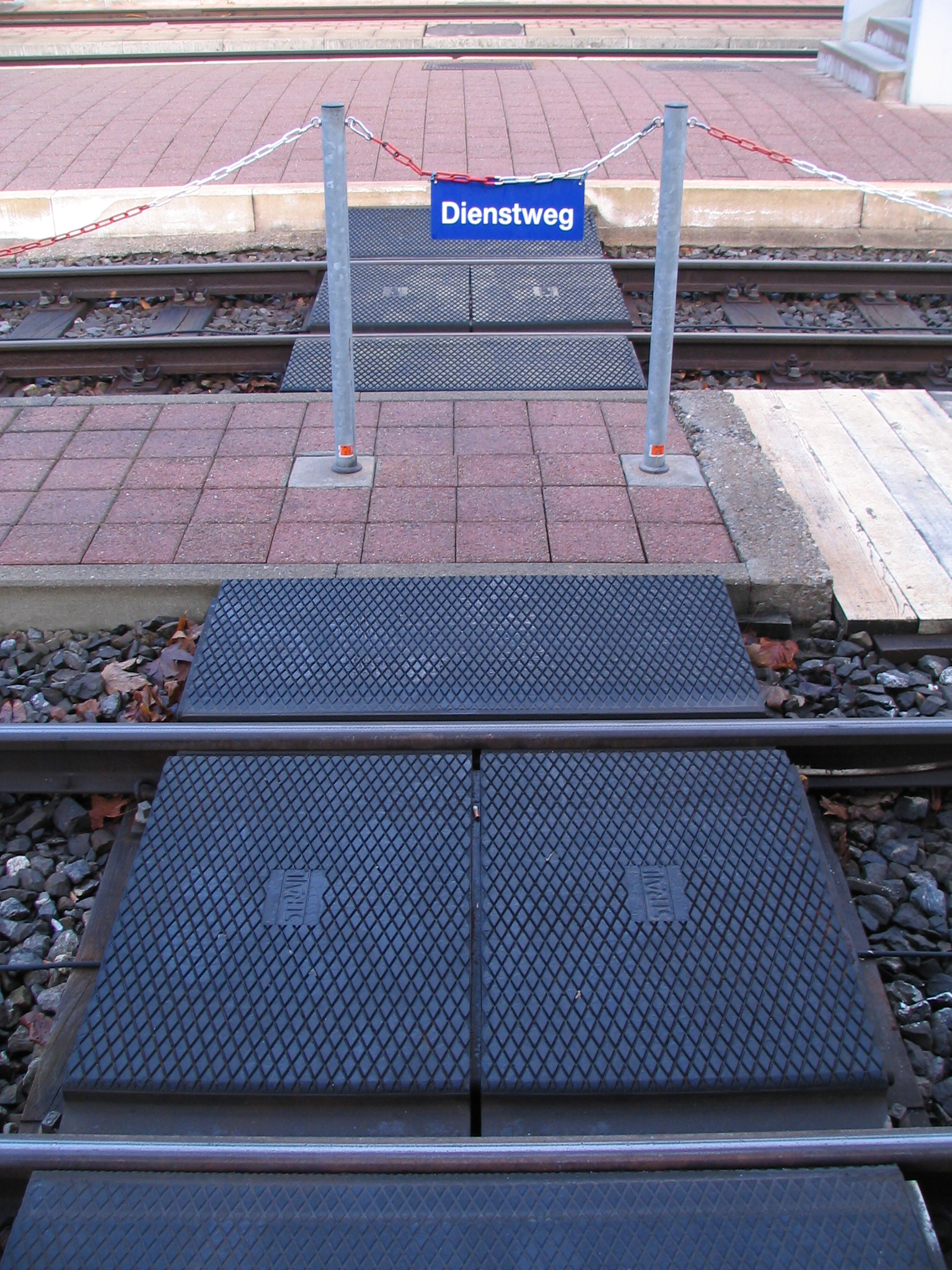
Dienstweg quert eine Schweizer Bahnanlage

 Siehe auch: Dienststrecke